# Savio Vega
Pour les articles homonymes, voir Vega (homonymie).
 (mai 2012).
Si vous disposez d'ouvrages ou d'articles de référence ou si vous connaissez des sites web de qualité traitant du thème abordé ici, merci de compléter l'article en donnant les références utiles à sa vérifiabilité et en les liant à la section « Notes et références ».
Juan Rivera (né le 10 août 1964 à Vega Alta) plus connu sous le nom de ring de Savio Vega est un catcheur portoricain. Il commence sa carrière aux États-Unis avant de retourner à Porto Rico à  Capitol Sports Promotions, où il remporte le championnat poids lourd universel. Durant les années 1990, Rivera entre à la World Wrestling Federation (WWF), sous le nom de "Kwang". Puis revient sous le nom de "Savio Vega", plus tard, il devient le leader de l'écurie Puerto Rican, Los Boricuas.

## Jeunesse
Juan Riviera grandit à Vega Alta. Il se passionne pour le catch et regarde les spectacles de catch de la Titanes en el Ring, une fédération de catch argentine. Il fait du taekwondo. Il part aux États-Unis vivre en Floride après avoir fini ses études secondaires.

## Carrière de catcheur

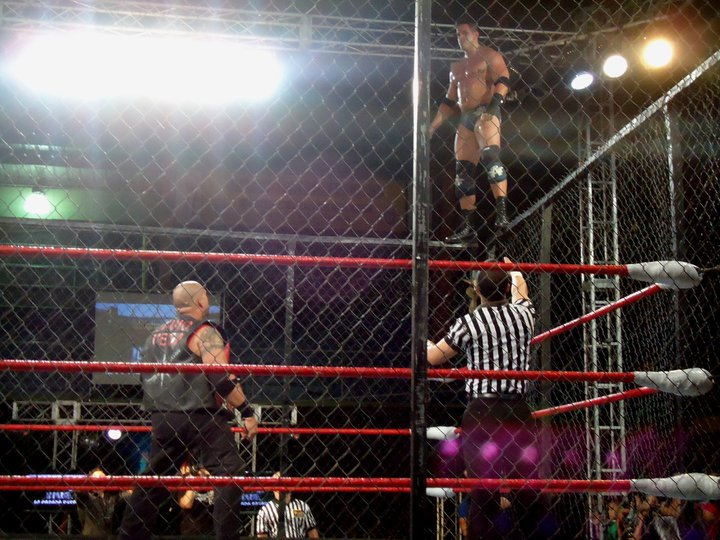
Chris Angel sur le point de jouer un spot sur Savio Vega lors de sa première défense du championnat IWA Intercontinental Heavyweight.

### Débuts (1985-1993)
Juan Riviera commence sa carrière à la Mid-South Wrestling (en), une fédération travaillant dans l'Oklahoma, la Louisiane et le Mississippi, sous le nom de ring de El Corsario. Il remporte son premier match le 17 août 1985 face à Mark Ragin.

## World Wrestling Fédération (1994-1998)
Après un tour au Japon, Savio débarque en 1994 sous le masque du ninja Kwang, il catche un certain temps dans l'écurie de Mr. Fuji. Il devient ensuite sans son masque l'ami de Razor Ramon, Savio Vega entre en guerre face à des catcheurs comme Steve Austin ou Rocky Maïva (The Rock).

### Los Boricuas (1997–1999)

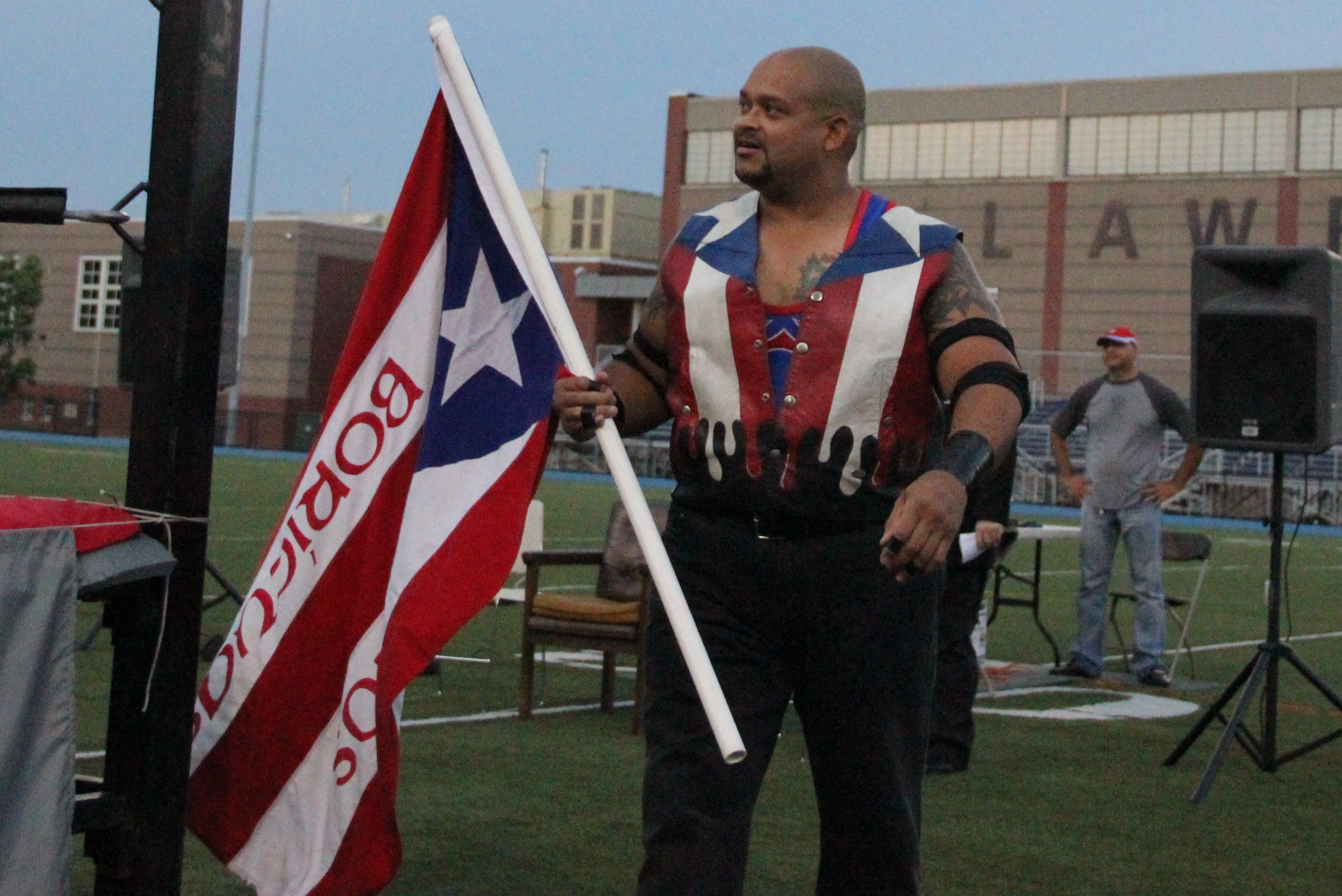
Vega avec le drapeau de Los Boricuas en juin 2013

## Palmarès
- Americas Wrestling Federation
  - 1 fois AWF Americas Championship

- International Wrestling Association
  - 1 fois IWA Hardcore Championship
  - 4 fois IWA World Heavyweight Championship
  - 1 fois IWA World Tag Team Championship avec Miguel Pérez, Jr.

- Pro Wrestling Illustrated
  - PWI ranked him #321 of the 500 best singles wrestlers during the "PWI Years" en 2003

- World Wrestling Association
  - WWA World Heavyweight Championship
  - WWA Puerto Rico Championship

- World Wrestling Council
  - 3 fois WWC Caribbean Heavyweight Championship
  - 1 fois WWC North American Heavyweight Championship
  - 1 fois WWC Puerto Rico Heavyweight Championship
  - 1 fois WWC Universal Heavyweight Championship
  - 1 fois WWC World Tag Team Championship avec Mr. Pogo
  - 5 fois WWC World Television Championship

- Revolution X-Treme Wrestling
  - 1 fois RXW World Heavyweight Championship

- Wrestling Alliance Revolution
  - 1 fois WAR Tag Team Championship avec Condor Ortíz
  - 1 fois WAR World Heavyweight Championship

- Dominican Wrestling Entertainment
  - 1 fois DWE World Tag Team Championship avec Miguel Pérez, Jr.

- New Revolution Wrestling
  - 1 fois NRW Heavyweight Championship

## Récompenses des magazines
- Pro Wrestling Illustrated

| Année | 1991 | 1992 | 1993       | 1994 | 1995 | 1996 | 1997 | 1998 | 1999 à 2000 | 2001 | 2002       | 2003 | 2004 | 2005 à 2007 | 2008 | 2009       | 2010 | 2011 à 2013 | 2014 | 2015 à 2021 | 2022 |
| ----- | ---- | ---- | ---------- | ---- | ---- | ---- | ---- | ---- | ----------- | ---- | ---------- | ---- | ---- | ----------- | ---- | ---------- | ---- | ----------- | ---- | ----------- | ---- |
| Rang  | 256  | 320  | Non classé | 174  | 63   | 49   | 64   | 110  | Non classé  | 218  | Non classé | 288  | 302  | Non classé  | 314  | Non classé | 367  | Non classé  | 297  | Non classé  | 343  |